# Curtis Shears
Curtis Charles Shears, född 4 juli 1901 i Omaha i Nebraska, död 30 juli 1988 i Bonita Springs i Florida, var en amerikansk fäktare.
Shears blev olympisk bronsmedaljör i värja vid sommarspelen 1932 i Los Angeles.